# LPC (programspråk)
LPC är ett programspråk som skapades av Lars Pensjö vid Chalmers tekniska högskola och är en objektorienterad dialekt av C speciellt framtagen för att programmera fleranvändarvärldar (MUD). LPC används av muddar som använder mudservern LPMud, eller derivat av den servern.